# Убиство цивила у Кандахару 2012.
Убиство 16 цивила у Кандахару је догађај који се десио 2012. године у провинцији Кандахар, Исламска Република Авганистан. На дан 11. марта 2012. Роберт Бејлс, припадник Оружаних снага САД, је изашао из војне базе у провинцији Кандахар, и у селима Алкозај и Наџибан која су од базе удаљена око 500 метара, убио 16 цивила и више ранио у њиховим кућама. Међу убијенима су старци, жене и деветоро дјеце.
Војник који је починио убиство цивила је остао у притвору америчке војне базе у Кандахару до 14. марта 2012, након чега је на основу „правне препоруке“ пребачен у Кувајт. Посланици у Скупштини Авганистана су претходно тражили да се починиоцу суди у Авганистану.

## Посљедице
Талибани су дан након покоља цивила најавили освету против припадника Оружаних снага САД.